# Saarilampi (sjö i Saarijärvi, Mellersta Finland)
Saarilampi är en sjö i kommunen Saarijärvi i landskapet Mellersta Finland i Finland. Den är 8,1 meter djup. Arean är 45 hektar och strandlinjen är 5,71 kilometer lång. Sjön  ingår i Kymmene älvs huvudavrinningsområde.   Den ligger omkring 73 kilometer norr om Jyväskylä och omkring 300 kilometer norr om Helsingfors. 
I sjön finns ön Pukkisaari. 